# Terza lettera ai Corinzi
La Terza lettera ai Corinzi è una lettera in greco antico composta tra il 160 e il 170, probabilmente in Siria, ma di attribuzione pseudoepigrafica a Paolo di Tarso. È contenuta nel Papiro Bodmer X.
Fu composta originariamente come risposta alla Lettera dei Corinzi a Paolo; successivamente fu inclusa negli Atti di Paolo, una collezione di scritti relativi all'apostolo.

## Tema
È uno dei più antichi testi che parla della resurrezione, anche se si limita a riproporre i contenuti della fede già enunciati, e più ampiamente nel capitolo 15 della Prima lettera ai Corinzi, seppur introducendo una piccola ma importante novità. Infatti non si parla qui di ἀνάστασις τῶν νεκρῶν ("resurrezione dei morti"), come nella Prima lettera ai Corinzi, ma di ἀνάστασις τῆς σαρκός ("resurrezione della carne"), mostrando l'evoluzione del problema. La polemica si è evidentemente spostata sulla prospettiva antropologica greca di tipo dualistico, secondo cui l'uomo è composto da due parti: il corpo, corruttibile e destinato a scomparire, l'anima, immortale e destinata alla vita eterna. Proprio in risposta a questa concezione dualistica, la lettera ribadisce la verità della resurrezione della carne.

## Canonicità
Dal punto di vista canonico, la Terza lettera ai Corinzi è considerata un apocrifo del Nuovo Testamento. 
In passato ha goduto di notevole fortuna, specialmente nell'oriente cristiano-siriaco, al punto da essere compresa nel canone siriaco e in quello armeno per diversi secoli. Attualmente non ne fa parte.
Fu inclusa tra gli scritti canonici anche nel Catalogus Claromontanus, composto in Occidente nel IV secolo.